# Hingstepeira isherton
Hingstepeira isherton là một loài nhện trong họ Araneidae.
Loài này thuộc chi Hingstepeira. Hingstepeira isherton được Herbert Walter Levi miêu tả năm 1995.